# Taygetis godmani
Taygetis godmani är en fjärilsart som beskrevs av Otto Staudinger. Taygetis godmani ingår i släktet Taygetis och familjen praktfjärilar. Inga underarter finns listade i Catalogue of Life.